# Babylónská metoda
Babylónská metoda výpočtu druhé odmocniny (též Hérónova metoda) je iterační postup, při kterém se odhad hodnoty odmocniny postupně upřesňuje výpočtem aritmetického průměru odhadu a podílu odmocňovaného čísla a odhadu.

## Postup výpočtu
Pro výpočet {\displaystyle {\sqrt {a}}} se opakovaně počítá:
{\displaystyle x_{n+1}={\frac {x_{n}+{\frac {a}{x_{n}}}}{2}}}
Jako počáteční odhad {\displaystyle x_{0}} lze použít {\displaystyle {\frac {a}{2}}} (pro hledání kladného kořene), {\displaystyle -{\frac {a}{2}}} (pro hledání záporného kořene) a nebo vhodné jiné číslo, které má poloviční počet číslic než {\displaystyle a}.
Babylónská metoda vede ke stejnému výpočtu jako numerické řešení rovnice {\displaystyle x^{2}-a=0} Newtonovou metodou (metoda tečen).

## Příklad
| {\displaystyle {a}}                                         | 0,01           | 1              | 2              | 100             |
| {\displaystyle x_{0}={a}/{2}}                               | 0,005          | 0,5            | 1              | 50              |
| {\displaystyle x_{1}={\frac {x_{0}+{\frac {a}{x_{0}}}}{2}}} | 1,002500000000 | 1,250000000000 | 1,500000000000 | 26,000000000000 |
| {\displaystyle x_{2}={\frac {x_{1}+{\frac {a}{x_{1}}}}{2}}} | 0,506237531172 | 1,025000000000 | 1,416666666667 | 14,923076923077 |
| {\displaystyle x_{3}={\frac {x_{2}+{\frac {a}{x_{2}}}}{2}}} | 0,262995552059 | 1,000304878049 | 1,414215686275 | 10,812053925456 |
| {\displaystyle x_{4}={\frac {x_{3}+{\frac {a}{x_{3}}}}{2}}} | 0,150509504406 | 1,000000046461 | 1,414213562375 | 10,030495203890 |
| {\displaystyle x_{5}={\frac {x_{4}+{\frac {a}{x_{4}}}}{2}}} | 0,108475245618 | 1,000000000000 | 1,414213562373 | 10,000046356508 |
| {\displaystyle x_{6}={\frac {x_{5}+{\frac {a}{x_{5}}}}{2}}} | 0,100331088387 | 1,000000000000 | 1,414213562373 | 10,000000000107 |
| {\displaystyle x_{7}={\frac {x_{6}+{\frac {a}{x_{6}}}}{2}}} | 0,100000546289 | 1,000000000000 | 1,414213562373 | 10,000000000000 |
| {\displaystyle x_{8}={\frac {x_{7}+{\frac {a}{x_{7}}}}{2}}} | 0,100000000001 | 1,000000000000 | 1,414213562373 | 10,000000000000 |
| {\displaystyle x_{9}={\frac {x_{8}+{\frac {a}{x_{8}}}}{2}}} | 0,100000000000 | 1,000000000000 | 1,414213562373 | 10,000000000000 |